# Ceratiola
Ceratiola é um género botânico pertencente à família Ericaceae.

## Espécies
1. ↑  «Ceratiola — World Flora Online». www.worldfloraonline.org. Consultado em 19 de agosto de 2020